# Arnulfo de Lisieux

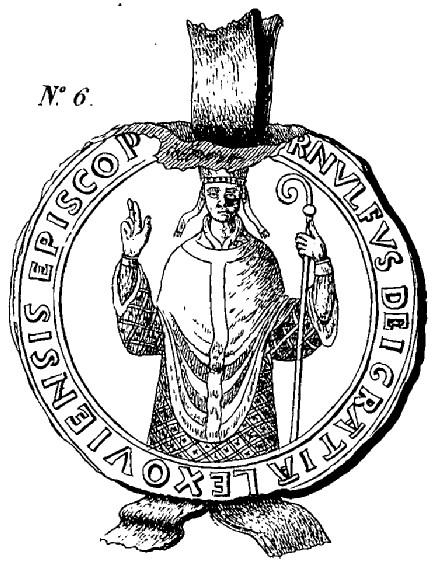
Sello de Arnulfo de Lisieux

Arnulfo de Lisieux (en francés: Arnoul de Lisieux; en latín: Arnulfus Lexoviensis), (Normandía, entre 1105 y 1109-París, 31 de agosto de 1184), obispo de Lisieux (Francia) y escritor eclesiástico.
Segundo hijo de Hardouin de Neuville, fue educado por su hermano Jean de Neuville, obispo de Sées, y estudió derecho canónico en Roma. Escribió en defensa del papa Inocencio III una violenta carta contra Gerardo, obispo de Angulema, un partidario del antipapa Anacleto II (Petrus Leonis). Sirvió en Inglaterra en la corte de Esteban durante la época de la Anarquía inglesa.
Intelectual brillante, fue nombrado obispo de Lisieux en 1141 y desempeñó este cargo hasta 1177. Se mostró como un prelado reformador, que quiso limpiar las costumbres corruptas del clero y alejar a los laicos de lo sagrado, apoyándose en los canónigos regulares. Emprendió también la reforma y reconstrucción de la catedral de Lisieux, innovando al utilizar el estilo gótico cuando el resto de Normandía usaba todavía el románico.
Marchó con Luis VII de Francia a la Segunda Cruzada en 1147 y asistió a la coronación de Enrique II de Inglaterra (1154); intentó mediar entre Thomas Becket y el monarca sin lograr reconciliarlos, y se ganó la enemistad de Enrique cuando apoyó la conspiración de su hijo el príncipe Enrique el Joven.
Hacia el final de su episcopado sus canónigos le acusaron de dilapidar los bienes de la Iglesia. Defendió la causa del papa Alejandro III contra Víctor IV en el sínodo de Tours (1163). Tras abandonar el episcopado con permiso del rey, se retiró a la abadía de San Víctor (París), donde a los tres años murió. Entre sus muchas obras, editadas en la Patrología latina de Migne, son recordadas sus Epistolæ ad Henricum II, regem Angliæ, Thomam archiepiscopum, et alios y su Tratado sobre el cisma.